# José Duaso y Latre

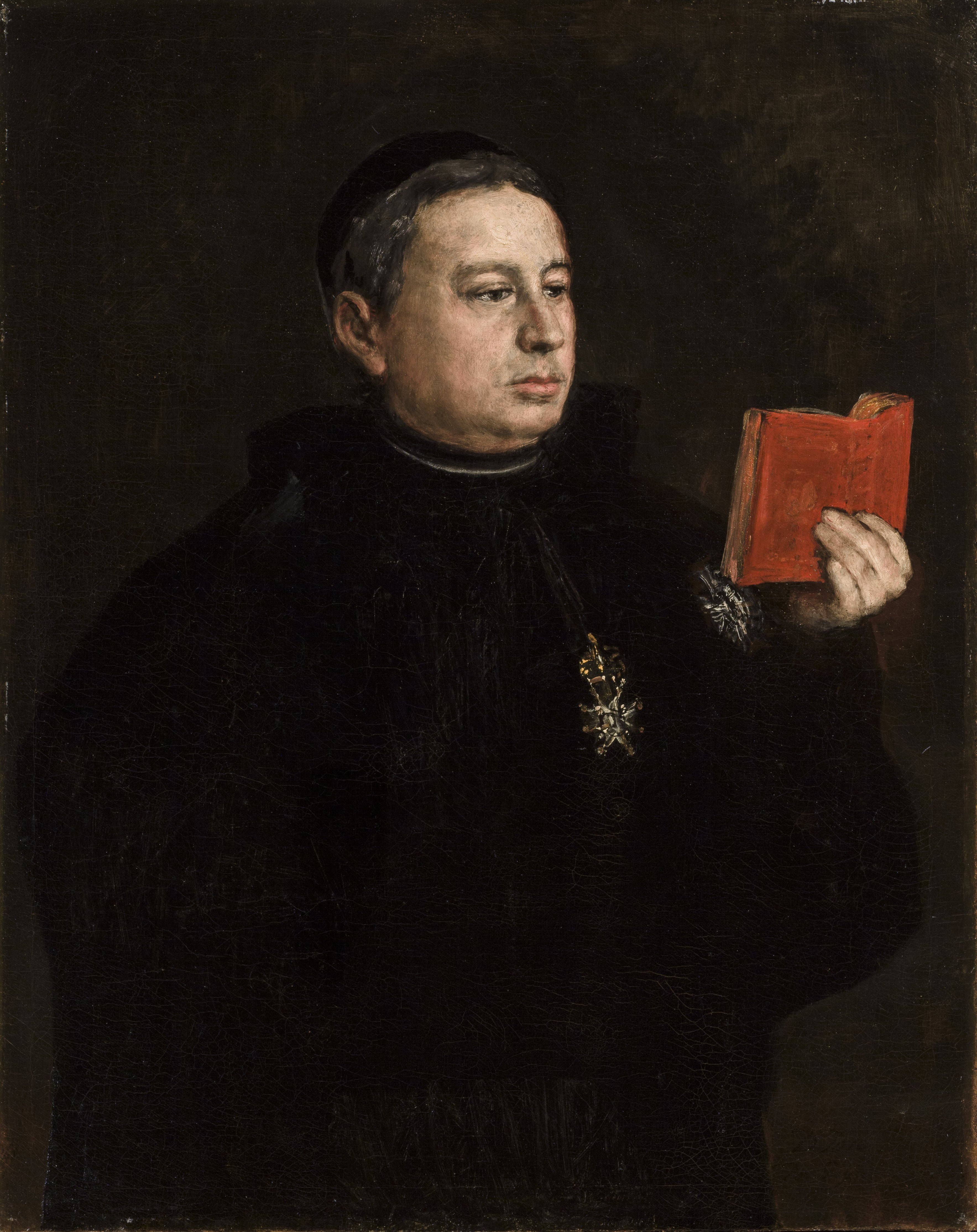
José Duaso y Latre por Francisco de Goya, 1824. Sevilla, Museo de Bellas Artes de Sevilla. Inscripción autógrafa: «D. José Duazo por Goya de/78 años».

José Duaso y Latre (Campol, Huesca, 8 de enero de 1775-Madrid, 1849) fue un sacerdote católico español, capellán real y diputado por el Reino de Aragón en las Cortes de Cádiz, elegido en mayo de 1813 por el procedimiento establecido para las provincias ocupadas en parte por los franceses.

## Biografía
Hijo de Pedro Duaso de Méliz, infanzón, y María Latre, nació el 8 de enero de 1775 en Campol del Valle de la Solana, actual despoblado del Alto Aragón. Estudió en la Universidad de Zaragoza los tres años de bachiller en filosofía y otros tantos de derecho civil y canónico doctorándose en jurisprudencia en 1801. Siguió estudios de economía política. matemáticas y agricultura en la Real Sociedad Aragonesa de Amigos del País, siempre con las mejores calificaciones, premiado en 1798 con medalla de oro en matemáticas. En 1802 ocupó en la institución la cátedra de matemáticas, primero de forma interina y poco más tarde en propiedad hasta 1807. Ocupó también una secretaría interina de la clase de agricultura, encargado de emitir los dictámenes sobre los escritos que de estas materias llegaban del extranjero por dominar las lenguas francesa, italiana e inglesa. Redactó para ella informes sobre máquinas y unificación de pesos y medidas y contribuyó al gabinete de Historia Natural.En 1802 presentó a la Real Sociedad Aragonesa de Amigos del País ejemplares de grafito que había obtenido en una mina en Benabarre, pero aunque se planteó la posibilidad de su explotación, finalmente no se llevó a cabo.
Paralelamente inició la carrera eclesiástica, primero como racionero de la Basílica del Pilar, ya en 1795, y, tras la ordenación sacerdotal en mayo de 1799, como beneficiado de la parroquia del Portillo. Ocupó por oposición una canonjía doctoral en la Seo de Zaragoza. También por oposición obtuvo en 1805 la plaza de capellán de honor del rey para canonista. Con la invasión napoleónica abandonó Madrid, trasladándose a Sevilla con el Gobierno, que lo nombró vicario general del 4.º Ejército. Como diputado en las cortes gaditanas] sus intervenciones más importantes se centraron en cuestiones de índole económica, destacando las críticas al decreto de contribución directa y al Censo de frutos y manufacturas de 1799, cuestiones sobre las que publicó un folleto titulado Vicios de la contribución directa, decretada por las Cortes extraordinarias en sesión de septiembre de 1813, en el que pormenorizaba los errores del censo y, según Josep Fontana, demostraba un buen conocimiento de Montesquieu, Adam Smith y Jacques Necker.
En reconocimiento de sus servicios recibió el 24 de enero de 1815 la cruz de caballero pensionado de la Orden de Carlos III otorgada por la regencia, y fue nombrado chantre de la catedral de Málaga y académico de la Real Academia Española el 15 de noviembre de 1814, ocupando en la institución los cargos de tesorero y bibliotecario. Amigo de Martín de Garay, colaboró con él en sus proyectos de reforma de la Hacienda, pero rehúso otros cargos públicos y, tras la restauración del absolutismo en 1823, aunque de convicciones absolutistas, protegió a alguno de sus amigos liberales perseguidos, entre ellos a Francisco de Goya al que dio refugio en su casa en los primeros meses de 1824. El mismo año fue nombrado director de la Gaceta de Madrid y vocal de la junta protectora del museo de Ciencias Naturales. En 1826, juez de la Real Capilla y vicario general castrense, cargos todos ellos de los que fue apartado por la reina gobernadora en marzo de 1834 por motivos no suficientemente aclarados, no siendo rehabilitado en el cargo de capellán honorario hasta 1846. Falleció en Madrid el 24 de mayo de 1849.